# Мизицкий, Владимир Иосифович
Владимир Иосифович Мизицкий (26 декабря 1896, Медовое, Херсонская губерния — 21 сентября 1943, Березна, Черниговская область) — советский военачальник, полковник (1938).

## Биография
Родился 26 декабря 1896 года в селе Медово, ныне одноимённое село в Кропивницком районе Кировоградской области. Русский.

### Военная служба

#### Первая мировая война
14 августа 1915 года был мобилизован в армию и направлен рядовым в 133-й запасной пехотный батальон в город Бузулук. В ноябре с маршевой ротой убыл на Северо-Западный фронт под Ригу и воевал в составе 50-го Сибирского стрелкового полка. В июне 1916 года заболел цингой и эвакуирован в госпиталь в город Камышин, после выздоровления в июле направлен в 170-й запасной пехотный полк в город Пермь. В марте 1917 года по болезни отпущен на родину, зачислен в местную команду при Актюбинском воинском начальнике.

#### Гражданская война
Во время Октябрьской революции в ноябре 1917 года на ст. Актюбинск добровольно вступил в заградительный отряд и служил в нём до апреля 1918 года, затем перешел из него в Красную армию и зачислен красноармейцем в 1-й Северный полк. Воевал с ним на Восточном фронте против белочехов и войск адмирала Колчака. В апреле 1919 года отступил с полком от Актюбинска через Джурун до Аральского моря. В сентябре по болезни убыл на родину, а через месяц уехал в Ташкент и в составе 2-го советского полка воевал на Ферганском фронте. В марте 1920 года командирован на командные курсы в г. Ташкент, преобразованные затем в 26-е Полторацкие пехотные командные курсы. Член ВКП(б) с 1920 года. В августе — сентябре 1921 года в их составе командиром отделения участвовал в боях против эмира Бухарского. В апреле 1922 года выпущен с курсов и назначен командиром взвода в 6-й Перовский стрелковый полк (г. Ташкент).

#### Межвоенные годы
После войны с сентября 1922 года служил командиром взвода в отдельной караульной роте, а с марта 1923 года — помощником командира и командиром роты в отдельном караульном батальоне при Ташкентском артиллерийском складе. С сентября 1925 по сентябрь 1927 года учился в Объединенной военной школе им. В. И. Ленина в г. Ташкент, затем служил в 44-м стрелковом полку 15-й Сивашской стрелковой дивизии Украинского военного округа в городе Николаев в должностях командира роты, помощника командира и командира батальона, начальника полковой школы. В феврале 1934 года назначен помощником командира по строевой части 285-го стрелкового полка 95-й стрелковой дивизии в городе Балта. С февраля 1936 года по февраль 1938 года учился в особой группе Военной академии химической защиты РККА им. К. Е. Ворошилова. После окончания назначен начальником штаба 1-й моторизованной дивизии МВО в городе Ярославль, переформированной в июле в 30-ю отдельную танковую бригаду. 16 июля 1940 года полковник Мизицкий назначен начальником штаба 118-й стрелковой дивизии 20-го стрелкового корпуса в городе Кострома.

#### Великая Отечественная война
С началом войны 27 июня 1941 года дивизия была включена в 41-й стрелковый корпус резерва Ставки ГК, затем вместе с ним передислоцирована на Северо-Западный фронт в состав 11-й армии и заняла оборону в Псковском укреплённом районе на реке Великая (без одного полка). 8 июля противник вышел к реке, в течение суток дивизия вела тяжелые оборонительные бои по обороне города, однако затем вынуждена была отойти вдоль восточного побережья Псковского озера на Гдов. 16 июля она занимала оборону в 10 км южнее Гдова. Вечером того же дня полковник Мизицкий получил приказ от командира дивизии генерал-майора Н. М. Гловацкого отвести дивизию на новый рубеж в район Сланцы (технику — по ж. д., автотранспорт — своим ходом, обозы и тылы — через Чудское озеро). Ночью противник отрезал пути отхода на Сланцы, Нарву. В этих условиях в отсутствии командира дивизии полковник Мизицкий принял командование на себя и выехал в части. Однако добраться к ним не смог, так как сам оказался в окружении. Вышел к своим лишь 22 июля в районе Кингисеппа и приступил к исполнению прямых обязанностей. После пополнения дивизия из Кингисеппа была переброшена в район Раквере, где заняла оборону.
5 августа 1941 года был снят с должности и убыл в отдел кадров Северо-Западного фронта. В штабе фронта 12 августа арестован органами НКВД и заключен в тюрьму в Ленинграде, а оттуда переведен в Новосибирск. Приговором военного трибунала Сибирского военного округа от 25 декабря 1941 года «за слабое ведение разведки и утерю связи с армией и другими частями» приговорен к 10 годам ИТЛ. 22 апреля 1942 года по кассационной жалобе освобожден из заключения и зачислен в резерв отдела кадров Северо-Западного фронта, затем 13 июня назначен командиром 318-го стрелкового полка 241-й стрелковой дивизии. 18 сентября 1942 года допущен к исполнению должности заместителя командира этой дивизии. В составе 53-й армии она занимала оборону в районе Ватолино, Селигер. В этой должности проявил себя положительно. Постановлением Военного совета Северо-Западного фронта от 5 ноября 1942 года судимость с него была снята.
12 декабря 1942	был допущен к командованию 250-й стрелковой дивизией. В составе той же 53-й, а с 21 февраля 1943 года — 1-й ударной армий участвовал с ней в Демянской наступательной операции по ликвидации демянского плацдарма противника. С 17 марта по 29 апреля дивизия вошла во 2-ю резервную армию Степного ВО и дислоцировалась в районе Елецкой. В период укомплектования и организации боевой учёбы в тылу проявил себя слабым командиром и 4 июля 1943 года был отстранен от должности. 10 августа назначен заместителем командира 356-й стрелковой дивизии, которая в это время в составе 61-й армии находилась в резерве Ставки ВГК. С 7 сентября дивизия вместе с армией была включена в состав Центрального фронта и участвовала в Черниговско-Припятской наступательной операции и битве за Днепра.
21 сентября 1943 года выполняя боевую задачу по рекогносцировке местности и организации переправы войск и техники через реку Снов в районе села Кобылянка (Черниговский район, Черниговская область) при налете вражеской авиации был смертельно ранен осколком авиабомбы и умер в полевом госпитале в поселке Березна (Менский район, Черниговская область). 23 сентября 1943 года полковник Мизицкий похоронен с воинскими почестями в центре села Локнистое Менского района Черниговской области.

## Награды
- орден Отечественной войны 1-й степени -посмертно (17.10.1943)[3]
- медаль «XX лет Рабоче-Крестьянской Красной Армии» (1938)[3]